# گئورگی ایوانف
گئورگی ایوانف (به انگلیسی: Georgi Ivanov) فضانورد اهل کشور بلغارستان است که در ۲ ژوئیهٔ ۱۹۴۰ در لووچ زاده شد. وی در مأموریت سایوز ۳۳ حضور داشته است.